# Ávvir
Ávvir (”Omsorg”) är en dagstidning på nordsamiska. Ávvir ges ut tre dagar i veckan av norska Nordavis.
Tidningen bildades genom en sammanslagning av de tidigare samiska tidningarna Min Áigi och Áššu och utkom första gången den 6 februari 2008, på den samiska nationaldagen. Tidningen finns även på internet sedan 2015.
Ávvir har Kárásjoga Karasjok och Kautokeino som utgivningsorter och har också redaktioner i Alta och Lakselv.